# Kansetsu waza

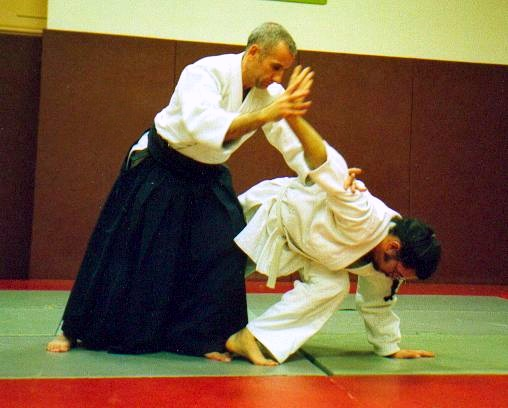
Um exemplo de kansetsu waza

Kansetsu waza (em japonês:  関節技) é o termo que designa as técnicas das artes marciais japonesas que têm, por foco, o emprego de torções e contusões nas articulações. Basicamente, existem quatro escopos neste tipo de golpe, conforme a parte do corpo visada: pescoço, pulso, braço e perna.

## Equivalentes
Equivale ao qinna das artes marciais chinesas e ao 관절기(gwan-jerl-gi) ou 관절꺾기(gwan-jerl-kerk-gi) das artes marciais coreanas.